# Atlanta (Illinois)
Atlanta è un comune degli Stati Uniti d'America, situato in Illinois, nella Contea di Logan.